# Alloysius Agu
Alloysius (Alloy) Uzoma Agu (ur. 12 lipca 1967 w Lagos) – piłkarz nigeryjski grający na pozycji bramkarza.

## Kariera klubowa
Agu swoją piłkarską karierę zaczynał w klubie o nazwie NEPA Lagos FC. Do tego zespołu trafił już w 1982 roku w wieku niespełna 15 lat, a zaraz wkrótce zadebiutował w barwach tego klubu w 2. lidze. W klubie z obecnej stolicy kraju z czasem wywalczył miejsce w składzie, jednak przez 7 sezonów zespołowi NEPA nie udało się awansować do najwyższej klasy rozgrywkowej w kraju i jeden z najlepszych bramkarzy drugiej ligi podpisał kontrakt z pierwszoligowym ACB Lagos. Tam był jednym z trzech równorzędnych bramkarzy w zespole obok Williama Okpary oraz Alexa Okpary, toteż nie zawsze grał w pierwszej jedenastce. W drużynie NEPA grał tylko przez jeden sezon (1990), po którym wyjechał do Europy.
Jego pierwszym klubem na kontynencie europejskim był holenderski MVV Maastricht. Spędził tam dwa pełne sezony, jednak nie osiągnął z tym klubem większych sukcesów i w 1992 roku został bramkarzem belgijskiego RFC Liège. W pierwszym sezonie gry w tym klubie był tylko rezerwowym i zajął 12. miejsce, a rok później rozegrał już więcej meczów i z RFC zakończył sezon na 13. pozycji. W 1994 roku Agu zmienił miejsce otoczenia i przeniósł się do Turcji i został piłkarzem Kayserisporu. W pierwszym sezonie gry zagrał w 17 ligowych meczach i zakończył sezon na 11. miejscu. Sezon 1995/1996 był dla drużyny z miasta Kayseri dużo gorszy i zespół ten zajmując 16. miejsce został zdegradowany do drugiej ligi. W drugiej lidze tureckiej Agu pograł przez rok, a po sezonie, w 1997 roku zakończył dość szybko piłkarską karierę w wieku 30 lat.

## Kariera reprezentacyjna
W 1985 roku Agu był pierwszym bramkarzem Nigerii w kategorii U-20. Ze swoimi rówieśnikami pojechał na młodzieżowe Mistrzostwa Świata w ZSRR. Drużyna Nigerii dotarła do półfinału, a w meczu o 3. miejsce pokonała gospodarzy, reprezentację ZSRR w karnych i zdobyła brązowy medal.
W pierwszej reprezentacji Nigerii Agu zadebiutował 27 sierpnia 1989 roku w przegranym 0:1 meczu z Kamerunem rozegranym w ramach eliminacji do MŚ we Włoszech. Na boisko wszedł z ławki rezerwowych zmieniając Davida Ngodighę, który doznał wstrząsu mózgu.
W 1990 roku Nigeria nie pojechała na Mistrzostwa Świata do Włoch. Wystąpiła za to w Pucharze Narodów Afryki i Agu był jej pierwszym bramkarzem. W pierwszym meczu "Super Orły" zostały rozgromione 1:5 w meczu z gospodarzami, Algierią, ale aż do finału Agu nie puścił gola. Dopiero tam w meczu o złoto w Algierze pokonał go Rabah Madjer i Algieria została mistrzem Afryki.
W 1992 roku Alloysius był pierwszym bramkarzem kadry na Puchar Narodów Afryki. Nigeria dotarła do półfinału, ale tam poległa 1:2 z Ghaną. Wygrała za to mecz o 3. miejsce z Kamerunem (2:1).
W 1994 roku pierwszym bramkarzem Nigerii za czasów selekcjonera Clemensa Westerhofa był już Peter Rufai, a Agu przypadła rola rezerwowego. Tak było zarówno w Pucharze Narodów Afryki, w którym to Nigeria zdobyła złoto po zwycięskim 2:1 meczu z Zambią oraz w Mistrzostwach Świata w USA. Na boiskach Stanów Zjednoczonych Agu nie zagrał ani minuty, a jego rodacy odpadli w 1/8 finału przegrywając 1:2 po dogrywce z Włochami.
Ogółem w kadrze narodowej Alloysius Agu zagrał w 28 meczach.

## Kariera trenerska
Po zakończeniu kariery piłkarskiej Agu został trenerem. W latach 2005–2006 trenował mały klub o nazwie Leventis United Ibadan. Przed końcem 2006 roku został trenerem bramkarzy w nowo powstałym amerykańskim klubie FC Indiana.

## Sukcesy
- Mistrzostwo Afryki: 1994
- Wicemistrzostwo Afryki: 1990
- 3. miejsce w PNA: 1992
- 3. miejsce w MMŚ: 1985